# Basilisco (bocca da fuoco)
Nei primi secoli dell'uso delle armi da fuoco, fino al '500, era comune definire i pezzi d'artiglieria con il nome di rettili reali o mitologici (colubri, aspidi, curtaldi, sarchi,  ecc. ecc.) Uno dei pezzi più grossi e potenti veniva definito basilisco. Era una bocca da fuoco che lanciava palle molto distruttive, sovente di calibro superiore alle 60 o alle 80 libbre, mentre l'Arsenale di Venezia definiva basilischi i pezzi con calibro di 100 libbre. 
Le dimensioni dei pezzi d'artiglieria del Rinascimento variano molto a seconda dei paesi, dei fonditori, e dei decenni, pur mantenendo lo stesso nome. Esistono dunque "basilischi" di diversi calibri e dimensioni. Alcuni di questi hanno queste caratteristiche: lunghezza da m.7,43 a m.8,45 con calibro da cm.11 a 12.
Generalmente era fuso in bronzo, con tecniche a cera persa simili a quelle esistenti per la fusione delle campane.
Tale cannone venne usato per lungo tempo, sia come arma d'assedio, sia soprattutto dalla marineria Veneziana che lo utilizzò anche nella battaglia navale del Golfo di Napoli contro Filippo Doria.
Il basilisco era il pezzo più grande e potente usato sulle galere, si trovava esattamente al centro della prua, ed aveva una corsiera molto lunga alle spalle per assorbire il rinculo.
Nel secolo successivo, un po' alla volta, cadde in disuso, sebbene di tanto in tanto pezzi di calibro molto elevato fossero utilizzati dalle galere mediterranee, che con essi intendevano compensare la loro scarsa dotazione di artiglierie nei confronti dei velieri tondi. Cannoni, più lunghi ed efficienti, ma di grosso calibro (36, 48, 50 libbre) presero il posto dei Basilischi anche in questo ruolo.